# Shaun Jordan
Shaun Jordan (n. 1 februarie 1968, Florida, SUA) este un înotător american, medaliat olimpic. A participat la 2 ediții ale Jocurilor Olimpice (1988, 1992) în care a câștigat 3 medalii de aur.